# Société d’Industrie Mécanique
La Société d’Industrie Mécanique est un constructeur automobile français.

## Production
La Société d’Industrie Mécanique, basée à Paris, a commencé à produire des automobiles en 1904, qui ont été commercialisées sous le nom de Georges Ville. Le nom de la marque a été nommé d’après le directeur, Georges Ville. La cylindrée du moteur quatre cylindres de type B de 30 ch était de 7 854 cm3.
L’alésage était de 125 mm et la course de 160 mm.
De plus, l’entreprise s’est occupée de la fourniture et du développement de véhicules pour la Crosville Motor Company.
La production s’est arrêtée après seulement 5 ans en 1909.